# كازوهيرو موريتا
كازوهيرو موريتا (باليابانية: 森田一浩) هو ملحن ياباني، ولد في 1952.

## وصلات خارجية
- كازوهيرو موريتا على موقع ميوزك برينز (الإنجليزية)